# Анастасія Жилінська
Анастасія Жилінська — донька князя Василя Семеновича Жилінського, намісника кричевського, й Ганни Борисівни, батько якої був дідичем Рогова.
Перший свій шлюб Жилінська взяла із кн. Федором Михайловичем Вишневецьким, значно старшим від неї вдівцем. У посаг Анастасія принесла 400 коп грошей, натомість чоловік 12 лютого 1533 записав їй віно загальною сумою 500 коп грошей на третю частину батьківських маєтностей, відокремлених від братів оного, материні села Горки, Бродци й Максимовичі біля р. Березини, а також половину Перемильського замку, однойменного з ним містечка та невеличкої волості.
По скорій смерті Федора жінка побралась з кн. Олександром Андрійовичем Сангушком-Коширським. 1535 року вона звернулась до короля Сигізмунда про підтвердження запису першого чоловіка, 23 квітня дістала його, віддідичила вищеназвані маєтності Вишневецького і переписала їх на О. Сангушка. Брати Федора з цим не погодились. Зрештою, щоб покінчити з конфліктом й зумовленою цим судовою тяганиною, 1540 р. з дозволу господаря Іван Вишневецький обміняв сусідові свою половину замку, міста й волості Перемиль на третину Деречина (Слонімський повіт).
З другим мужем Анастасія мала єдиного сина, Льва. Померла, як гадає польська дослідниця Ілона Чаманська, невдовзі після 1535, принаймні відтоді її сліди уриваються.